# Carl-Gunnar Wictorin
Carl-Gunnar Wictorin, född 16 april 1892 i Vetlanda, död 24 januari 1951, var en svensk försäkringstjänsteman, musiker och tecknare.

## Biografi
Wictorin var son till  järnhandlaren Adolf Wictorin och Selma Lovisa Concordia Sellberg samt från 1919 gift med Lilly Aurora Sofia Seth. Wictorin avlade studentexamen i Växjö 1910 och filosofie kandidatexamen i Lund 1914, varefter han innehade därefter olika anställningar i bank- och försäkringsföretag. Han blev distriktschef i Vegetekoncernen 1936 och överinspektör där 1943. Han var ledamot av Vetlanda stadsfullmäktige, kyrkoråd och kyrkofullmäktige. 
Wictorin var förste violinist i Växjö musiksällskap 1906–1910, i Akademiska kapellet i Lund 1910–1922, ledare och dirigent för Vetlanda orkesterförening 1922–1945, ordförande från 1922. Han var en av stiftarna av Sveriges Orkesterföreningars Riksförbund, dess vice ordförande och verkställande direktör från 1928. Bland hans kompositioner märks Småland, kantat för baryton, kör och orkester, Svit för orkester över lettiska folkmelodier och sånger. Han invaldes som associé av Kungliga Musikaliska Akademien 1937. Han var även verksam som tecknare och medverkade i bland annat Skånes konstförenings utställningar i Malmö.